# Matías Carabajal
Matías Emilio Carabajal (Ledesma, Provincia de Jujuy, Argentina; 3 de junio de 1986) es un exfutbolista argentino. Jugó como mediocampista central y su primer equipo fue Club Ferro Carril Oeste.

## Clubes
| Club                       | País      | Año         | PJ | G |
| -------------------------- | --------- | ----------- | -- | - |
| Ferro                      | Argentina | 2006-2008   | 84 | 1 |
| Arsenal de Sarandí         | Argentina | 2008-2010   | 12 | 0 |
| Almirante Brown            | Argentina | 2010-2011   | 18 | 0 |
| San Martín de San Juan     | Argentina | 2011        | 2  | 0 |
| Chacarita Juniors          | Argentina | 2012        | 1  | 0 |
| Ferro                      | Argentina | 2012        | 44 | 0 |
| Atlético Tucumán           | Argentina | 2013-2014   | 28 | 0 |
| Douglas Haig de Pergamino  | Argentina | 2014        | 15 | 0 |
| Central Córdoba (SdE)      | Argentina | 2015-2017   | 38 | 0 |
| Atlético Paraná            | Argentina | 2017-2019   | 16 | 0 |
| Gimnasia y Esgrima (Jujuy) | Argentina | 2019        | 0  | 0 |
| Atlético Cuyaya            | Argentina | 2020 - 2021 | 6  | 0 |
| Sportivo Alberdi           | Argentina | 2021 - 2022 | 10 | 0 |